# Trombone (papeterie)
 (décembre 2010).
Si vous disposez d'ouvrages ou d'articles de référence ou si vous connaissez des sites web de qualité traitant du thème abordé ici, merci de compléter l'article en donnant les références utiles à sa vérifiabilité et en les liant à la section « Notes et références ».
Pour les articles homonymes, voir Trombone.

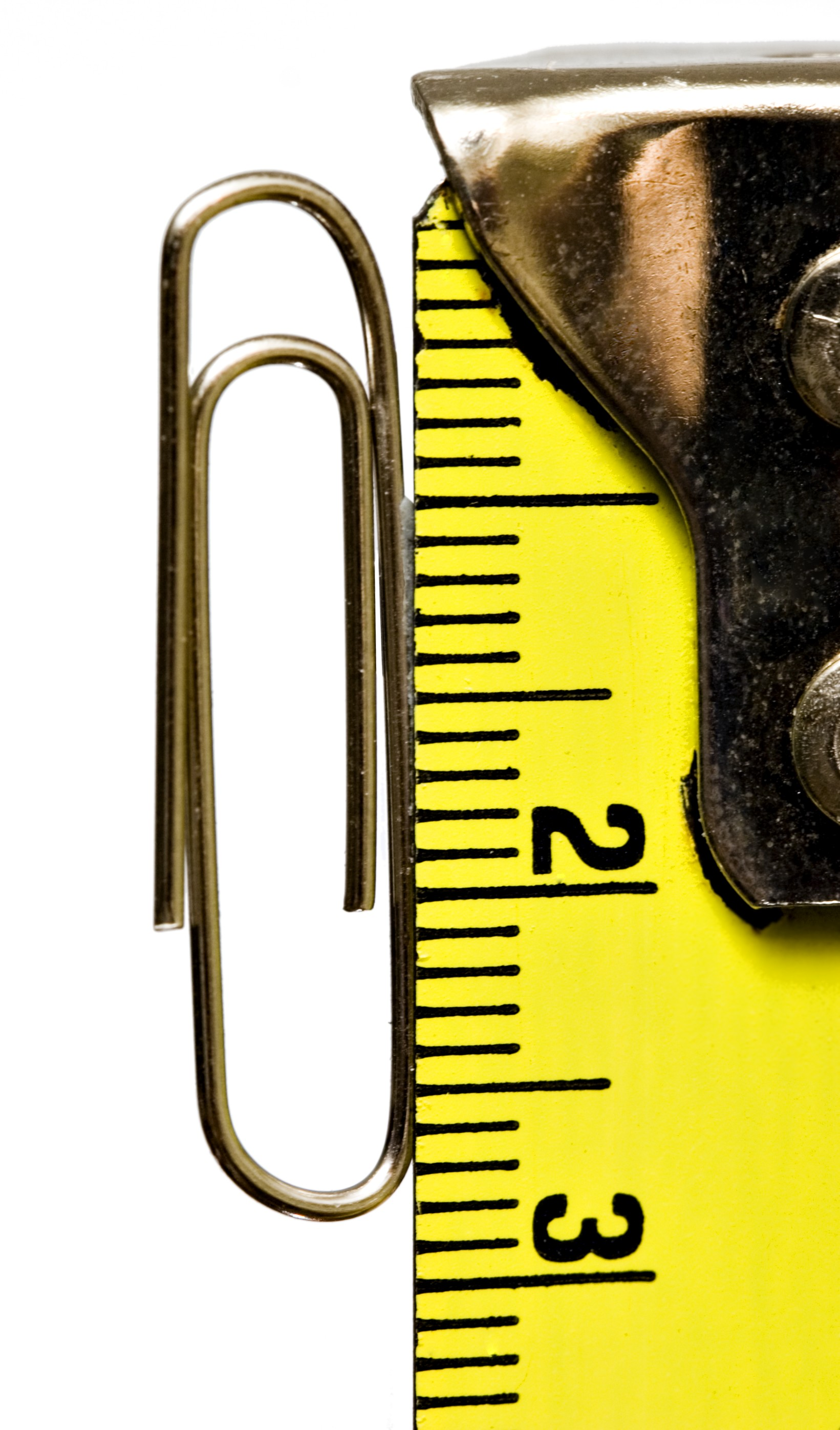
Un trombone « classique ».

Un trombone est un petit objet utilisé pour maintenir solidairement une liasse de feuilles de papier.

## Description
Le trombone est constitué d'une tige en métal (ou en matière plastique) repliée plusieurs fois sur lui-même afin de former plusieurs boucles. Sa forme rappelle le trombone (l’instrument), d'où elle tire son nom.
Le trombone original demeure le plus utilisé bien qu'il en existe de multiples variantes. Il est en effet aisé à utiliser, serre bien sans déchirer et s'empile sans se tordre notablement.

## Histoire

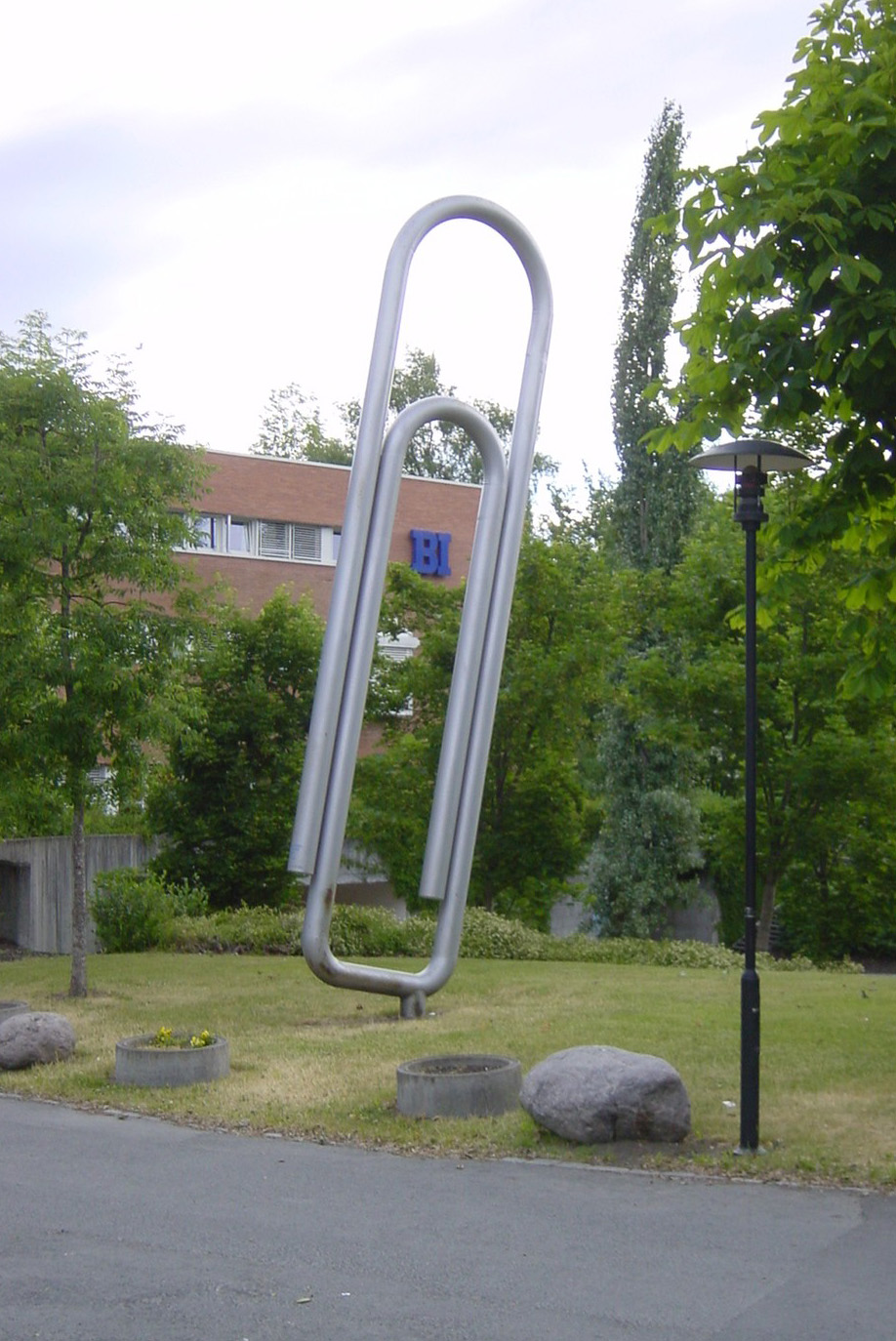
Le plus grand trombone du monde, long de 7 mètres et pesant 600 kg, érigé en dehors de la BI école de commerce à Sandvika, Norvège, en 1989, pour commémorer le brevet de Johan Vaaler en 1899.

Les trombones faits de fil plié n'ont jamais été brevetés, mais étaient probablement produits en Grande-Bretagne par The Gem Manufacturing Company dans les années 1890. Pour cette raison, il est parfois appelé « Gem clip » en anglais, alors qu'en suédois, tous les types de trombone sont appelés « gem ».
Une demande de brevet américain pour une machine-outil destinée à produire ce type de trombone est déposée le 27 avril 1899 par William Middlebrook à Waterbury (Connecticut). Le brevet (U.S Patent No 636272) lui est accordé le 7 novembre 1899.

Galerie
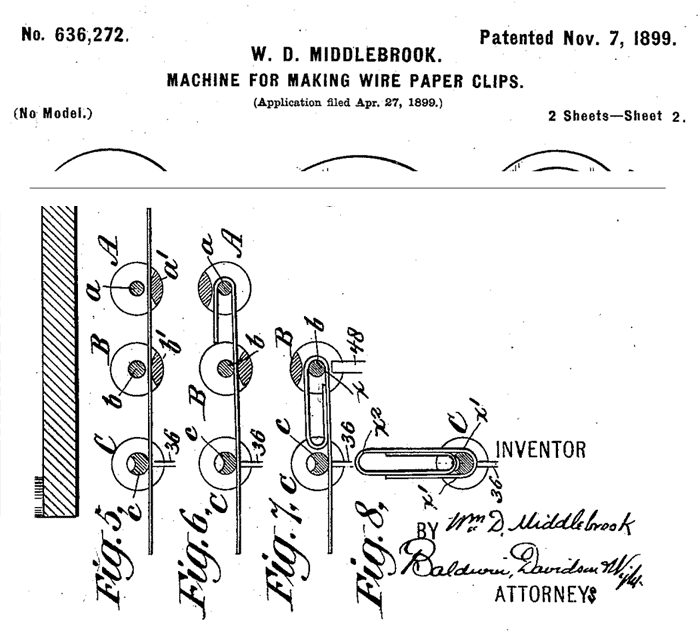
Machine à fabriquer des trombones, brevet de William D. Middlebrook du 7 novembre 1899
Le trombone breveté par Johan Vaaler en 1899 et 1901
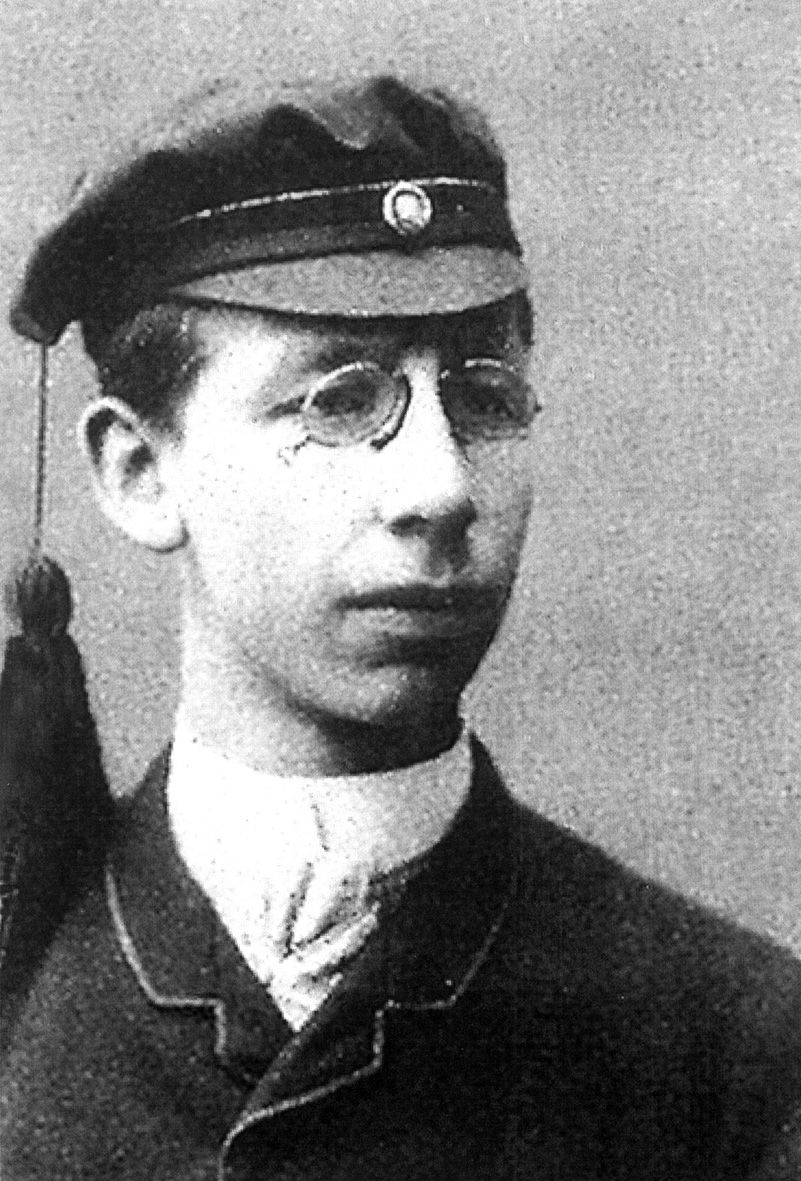
Johan Vaaler en 1887, étudiant à l'Université d'Oslo

## Revendication norvégienne
Le norvégien Johan Vaaler (en) a breveté ce qui était vu comme une mauvaise solution par le commun des mortels, mais supérieur à ce qui était proposé jusqu'alors. En Allemagne il a déposé une demande de brevet le 12 novembre 1899 pour un trombone de dessin similaire, mais moins fonctionnel car il lui manquait la dernière boucle. Le brevet allemand (DE 121067) lui est accordé le 6 juin 1901. Sa demande de brevet aux États-Unis, déposée le 2 janvier 1901 est accordée (US Patent 675761) le 4 juin 1901. Vaaler a probablement réussi à faire breveter sa version à l'étranger, malgré l'existence de trombones plus utiles, car les autorités en matière de brevets à l'époque étaient assez libérales et récompensaient toute modification marginale d'inventions existantes. Vaaler ne savait probablement pas qu'un meilleur produit était déjà sur le marché, mais pas encore en Norvège.
Les brevets de Vaaler ont expiré tranquillement, tandis que l'autre modèle était utilisé dans le monde entier, y compris dans son propre pays. L'échec de sa conception était son impraticabilité. Sans les deux boucles complètes du trombone entièrement développé, il était difficile d'insérer des feuilles de papier dans son modèle. On pouvait manipuler le bout du fil intérieur de manière qu'il puisse recevoir la feuille, mais le fil extérieur était une impasse car il ne pouvait pas exploiter le principe de torsion. Au lieu de cela, son modèle se détachait comme une quille, perpendiculairement à la feuille de papier insérée.
Son invention n'a jamais été produite, car des entrepreneurs britanniques sont parvenus à créer un engouement pour une version moins coûteuse. Pour cette raison, une rumeur infondée persiste à préciser que la Norvège est le berceau du trombone. Elle a incité les norvégiens à le porter comme symbole de la résistance contre l'occupation allemande et les Nazis durant la Seconde Guerre mondiale. Les norvégiens les portaient sur le revers de leur vêtement pour affirmer leur solidarité et leur union (ce à quoi sert, métaphoriquement, un trombone), alors que les autres symboles étaient proscrits.

## Composition

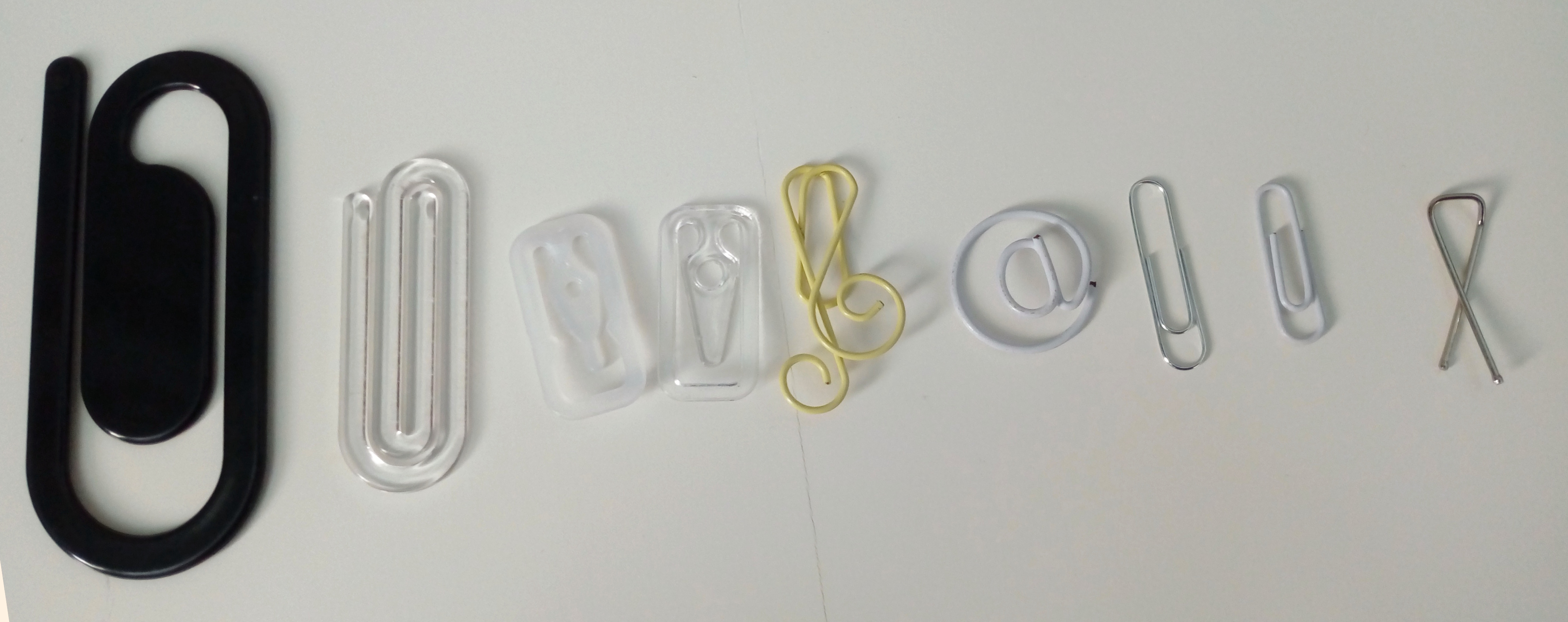
Trombones en différents matériaux et de formes variées.

Le trombone est fabriqué à partir d'un fil d'acier unique d'environ 1/16 pouce (environ 1,6 mm) de diamètre et est de longueur variable selon le modèle. En règle générale, il est constitué de trois boucles, une à chaque extrémité environ au quart de la longueur totale de la broche et d'une troisième au centre qui fera pression par un mouvement de torsion, pour réunir les deux autres.
Certains trombones sont en acier inoxydable (ce qui est important lorsque les documents sont destinés à un archivage à long terme).
Il existe également des trombones en plastique.

## Usages

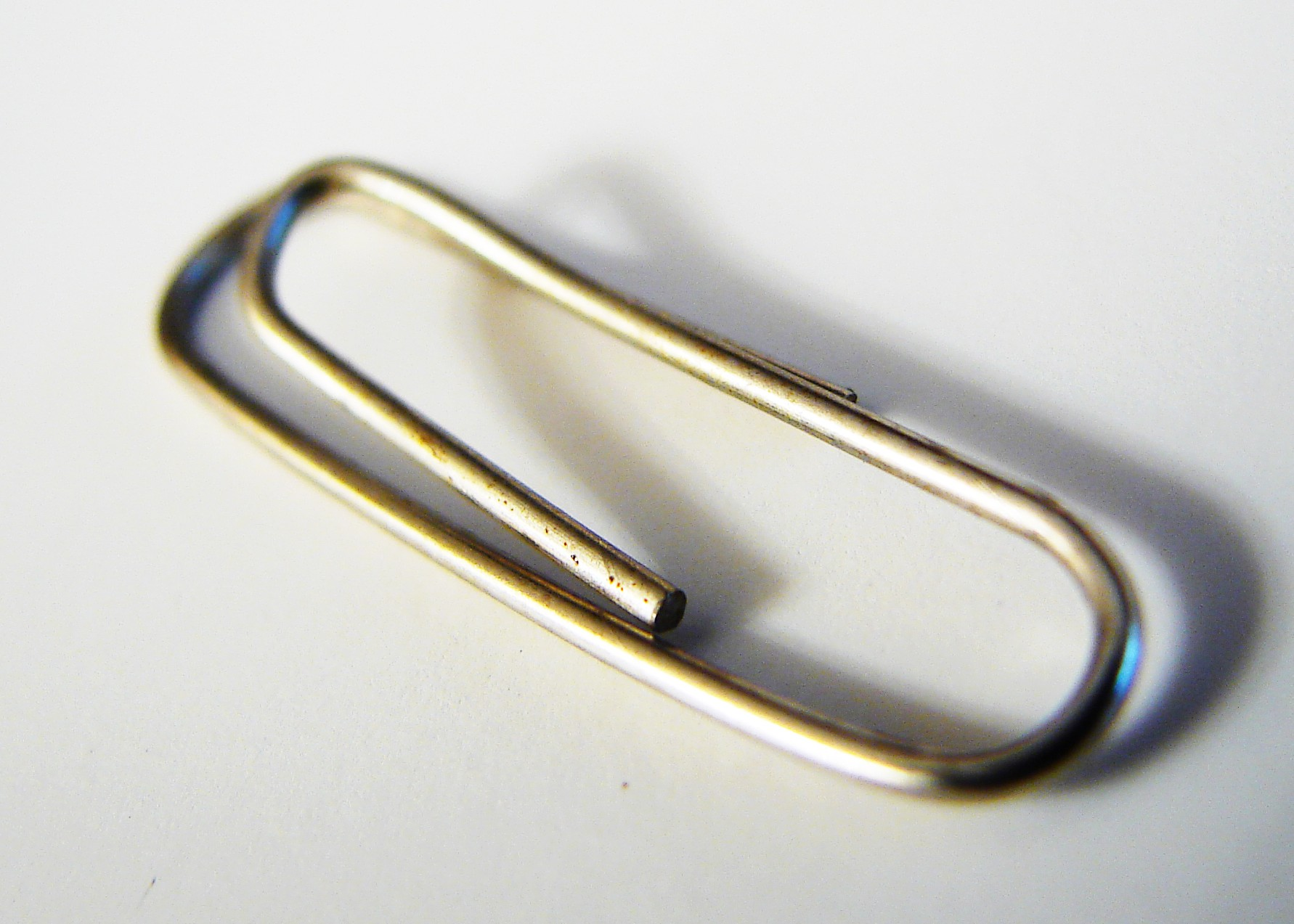
Photographie d'un trombone usagé.

Le trombone sert à maintenir solidairement une liasse de feuilles de papier.
Plié convenablement, il sert comme outil à crocheter. Il est aussi utile pour appuyer sur un bouton destiné à enclencher un mécanisme qui libère un CD pris dans un lecteur CD. Également, des personnes l'utilisent pour appuyer sur un minuscule bouton qui sert généralement à supprimer toutes les données à l'arrière des calculatrices des PDA ou des modems-câble. Correctement placé, il permet d'extraire de son emplacement, la carte SIM d'un téléphone.
Le trombone est aussi un bijou. Les punks l'utilisent encore comme des piercings (oreille ou nez) et certaines personnes s'en servent comme épingle à cheveux.

### Informatique
Dans l'environnement de Microsoft Office, la forme par défaut de l'assistant est un trombone anthropomorphique appelé Clippy, Clippit, Trombine ou compagnon Office.
Dans les messageries Internet, l'icône en forme de trombone symbolise couramment la présence d'une pièce jointe.

## Anecdotes
Le plus grand trombone connu, long de 7 mètres et pesant 700 kilos, est construit en 1989 en dehors de la BI école de commerce à Sandvika, Norvège, en 1989, pour commémorer le brevet de Johan Vaaler en 1899. Il se trouve maintenant dans Nydalen (en) à Oslo, où l'école est située depuis 2005.
Kyle MacDonald, un jeune homme d'origine canadienne a, en 2005 et 2006, réussi à troquer un vulgaire trombone rouge contre une maison dans la ville de Kipling, grâce à une multitude d'échanges intermédiaires basés sur l'augmentation successive des objets échangés.
En 2003, Nick Bostrom crée l'expérience de pensée qui illustre le risque existentiel qu'une intelligence artificielle générale peut poser, même lorsqu'elle est programmée avec des objectifs apparemment inoffensifs. En 2017, sort le jeu Universal Paperclips qui s'inspire de l’expérience de pensée.